# Тодорчевич, Миодраг
Ми́одраг Тодо́рчевич (серб. Миодраг Тодорчевић; род. 10 ноября 1940, Белград) — испанский шахматист, гроссмейстер (1989).

## Шахматная карьера
Чемпион Франции 1975 года.
Победитель зонального турнира ФИДЕ в Буделе (1987). В межзональном турнире в Сираке (1987) — 9—10-е места.
Лучшие результаты в международных соревнованиях: Монте-Карло (1968 и 1969; оба — побочные турниры) — 5—7-е; Страсбур (1972), Трстеник (1978) и Сан-Себастьян (1989) — 1—2-е; Приштина (1977) и Марсель (1988) — 1-е; Белград (1977 и 1982) — 1—2-е и 2—4-е; Суботица (1978), Монпелье (1986) и Женева (1988) — 3-е; Вал-Торенс (1981 и 1982) — 1-е и 1—2-е; Баньё (1983 и 1984) — 1-е (побочный турнир) и 2—8-е; Женева (1985), Андорра (1987) и Лион (1988) — 1—3-е; Клермон-Ферран (1986) — 1—4-е; Панчево (1987) — 2—4-е; Малага (1987) — 2—3-е места.

## Изменения рейтинга
| Графики недоступны из-за технических проблем. См. информацию на Фабрикаторе и на mediawiki.org. |